# Turn to Stone
Turn to Stone – trzeci album kompilacyjny doom metalowego zespołu Pentagram wydany 30 września 2002 roku przez wytwórnię Peaceville Records.

## Lista utworów
1. „Petrified” – 5:54
2. „Wartime” – 5:22
3. „All Your Sins” – 4:37
4. „Frustration” – 3:36
5. „Burning Savior” – 9:07
6. „Sinister” – 4:31
7. „Bride of Evil” – 4:34
8. „When the Screams Come” – 3:41
9. „Relentless” – 3:48
10. „Vampire Love” – 3:41
11. „Evil Seed” – 4:39
12. „The Ghoul” – 5:13
13. „Wolf’s Blood” – 4:27
14. „Madman” – 4:12
15. „20 Buck Spin” – 4:19
16. „Death Row” – 4:12

## Twórcy
Pentagram w składzie
- Bobby Liebling – śpiew
- Victor Griffin – gitara
- Joe Hasselvander – gitara, gitara basowa, perkusja
- Martin Swaney – gitara basowa
- Stuart Rose – perkusja